# Liga mistrů UEFA 2009/2010
Sezóna 2009/10 Ligy mistrů byla 55. ročníkem klubové soutěže pro nejlepší evropské fotbalové týmy. Obhájcem soutěže byl španělský velkoklub Barcelona. Finále tohoto ročníku proběhlo 22. května 2010 na stadionu Estadio Santiago Bernabéu, domácí půdě Realu Madrid, ve Španělsku a bylo první, které se odehrálo v sobotu v noci, a zápasy osmifinálového kola byly rozloženy na čtyři týdny místo dvou. Vítěz soutěže se kvalifikoval na Mistrovství světa ve fotbale klubů 2010, stejně jako do Superpoháru UEFA 2010.

## Účastnická místa
Tohoto ročníku se účastnilo celkem 76 týmů z 52 členských zemí UEFA (Lichtenštejnsko neorganizuje žádnou vlastní ligovou soutěž). Každá země má přidělen počet míst podle koeficientu UEFA. Žebříček UEFA určuje počet týmů v nadcházející sezóně, a to v první sezóně po zveřejnění žebříčku. Proto je rozdělení týmů v letech 2009-10 podle pořadí v žebříčku UEFA v roce 2008, ne 2009. Obhájce titulu, Barcelona, získala místo ve skupinové fázi prostřednictvím svého domácího ligového umístění, místo vyhrazené pro obhájce titulu tedy nebylo využito.
Níže je kvalifikační systém pro Ligu mistrů UEFA 2009/10:
- Země 1-3 (Anglie, Španělsko a Itálie): 4 týmy
- Země 4-6 (Francie, Německo a Rusko): 3 týmy
- Země 7-15 (Rumunsko, Portugalsko, Nizozemsko, Skotsko, Turecko, Ukrajina, Belgie, Řecko a Česko): 2 týmy
- Země 16-53: 1 tým

Oproti minulým ročníkům doznal systém předkol změn podle návrhu Michela Platiniho. Stávající systém by měl zvýhodňovat mistry zemí oproti týmům umístěných na nižších příčkách ligových soutěží.
1. předkolo: (4 týmy)
- 4 mistři ze zemí 50-53

2. předkolo: (34 týmů)
- 2 vítězové z 1. předkola
- 32 mistrů ze zemí 17-49

3. předkolo: (30 týmů)
Ve třetím předkole jsou proti sobě nalosováni zvlášť mistři svých lig (20 týmů) a zvlášť týmy umístěné na nižších pozicích (10 týmů).
- 17 vítězů z 2. předkola (mistři)
- 3 mistři ze zemí 14-16
- 9 týmů ze druhých míst zemí 7-15
- 1 tým ze třetího místa země 6

4. předkolo: (20 týmů)
Ve čtvrtém předkole jsou proti sobě nalosováni zvlášť mistři svých lig (10 týmů) a zvlášť týmy umístěné na nižších pozicích (10 týmů).
- 10 vítězů z 3. předkola (mistři)
- 5 vítězů z 3. předkola (týmy z nižších pozic)
- 2 týmy ze třetích míst zemí 4-5
- 3 týmy ze čtvrtých míst zemí 1-3

Skupinová fáze: (32 týmů)
- 10 vítězů 4. předkola
- 13 mistrů ze zemí 1-13
- 6 týmů ze druhých míst zemí 1-6
- 3 týmy ze třetích míst zemí 1-3

## Účastníci
| Skupinová fáze         | Skupinová fáze           | Skupinová fáze               | Skupinová fáze          |
| ---------------------- | ------------------------ | ---------------------------- | ----------------------- |
| Manchester United (1.) | FC Inter Milán (1.)      | FC Bayern Mnichov (2.)       | AZ Alkmaar (1.)         |
| Liverpool (2.)         | Juventus (2.)            | FK Rubin Kazaň (1.)          | Rangers FC (1.)         |
| Chelsea FC (3.)        | AC Milán (3.)            | PFK CSKA Moskva (2.)         | Beşiktaş (1.)           |
| BarcelonaOT (1.)       | Bordeaux (1.)            | FC Unirea Urziceni (1.)      | FK Dynamo Kyjev (1.)    |
| Real Madrid (2.)       | Olympique Marseille (2.) | FC Porto (1.)                | Standard Liège (1.)     |
| Sevilla FC (3.)        | Wolfsburg (1.)           |                              |                         |
| Čtvrté předkolo        |                          |                              |                         |
| Mistři                 | Nemistrovská část        | Nemistrovská část            | Nemistrovská část       |
|                        | Arsenal (4.)             | Fiorentina (4.)              | Stuttgart (3.)          |
| Atlético Madrid (4.)   | Olympique Lyon (3.)      |                              |                         |
| Třetí předkolo         |                          |                              |                         |
| Mistři                 | Nemistrovská část        | Nemistrovská část            | Nemistrovská část       |
| Olympiakos Pireus (1.) | Dynamo Moskva (3.)       | Celtic (2.)                  | Anderlecht (2.)         |
| Slavia Praha (1.)      | FC Temešvár (2.)         | Sivasspor (2.)               | Panathinaikos FC (P-1.) |
| FC Zürich (1.)         | Sporting CP (2.)         | Šachtar Doněck (2.)          | Sparta Praha (2.)       |
|                        | Twente (2.)              |                              |                         |
| Druhé předkolo         |                          |                              |                         |
| Levski Sofia (1.)      | Wisla Krakov (1.)        | Ekranas (1.)                 | Baku (1.)               |
| Stabæk (1.)            | Debrecen (1.)            | Sheriff Tiraspol (1.)        | KF Tirana (1.)          |
| FC Kodaň (1.)          | GNK Dinamo Zagreb (1.)   | Bohemian FC (1.)             | FC Pjunik Jerevan (1.)  |
| Red Bull Salzburg (1.) | APOEL (1.)               | Makedonija Ďorče Petrov (1.) | FK Aktobe (1.)          |
| Partizan (1.)          | Maribor (1.)             | FH (1.)                      | Glentoran (1.)          |
| Makabi Haifa FC (1.)   | Inter Turku (1.)         | WIT Georgia (1.)             | Rhyl (1.)               |
| Kalmar FF (1.)         | Ventspils (1.)           | FK BATE (1.)                 | EB/Streymur (1.)        |
| Slovan Bratislava (1.) | Zrinjski Mostar (1.)     | Levadia Tallinn (1.)         | F91 Dudelange (1.)      |
| První předkolo         |                          |                              |                         |
| Hibernians (1.)        | Mogren (1.)              | Sant Julià (1.)              | Tre Fiori (1.)          |

OT Obhájce titulu

## Termíny
| Fáze            | Kolo             | Termín losu       | První zápas                      | Odveta                           |
| --------------- | ---------------- | ----------------- | -------------------------------- | -------------------------------- |
| Předkola        | První předkolo   | 22. června 2009   | 30. června – 1. července 2009    | 7. – 8. července 2009            |
| Předkola        | Druhé předkolo   | 22. června 2009   | 14. – 15. července 2009          | 21. – 22. července 2009          |
| Předkola        | Třetí předkolo   | 17. července 2009 | 28. – 29. července 2009          | 4. – 5. srpna 2009               |
| Předkola        | Čtvrté předkolo  | 7. srpna 2009     | 18. – 19. srpna 2009             | 25. – 26. srpna 2009             |
| Skupinová fáze  | První hrací den  | 27. srpna 2009    | 15. – 16. září 2009              | 15. – 16. září 2009              |
| Skupinová fáze  | Druhý hrací den  | 27. srpna 2009    | 29. – 30. září 2009              | 29. – 30. září 2009              |
| Skupinová fáze  | Třetí hrací den  | 27. srpna 2009    | 20. – 21. října 2009             | 20. – 21. října 2009             |
| Skupinová fáze  | Čtvrtý hrací den | 27. srpna 2009    | 3. – 4. listopadu 2009           | 3. – 4. listopadu 2009           |
| Skupinová fáze  | Pátý hrací den   | 27. srpna 2009    | 24. – 25. listopadu 2009         | 24. – 25. listopadu 2009         |
| Skupinová fáze  | Šestý hrací den  | 27. srpna 2009    | 8. – 9. prosince 2009            | 8. – 9. prosince 2009            |
| Vyřazovací fáze | Osmifinále       | 18. prosince 2009 | 16. – 17. & 23. – 24. února 2010 | 9. – 10. & 16. – 17. března 2010 |
| Finálová fáze   | Čtvrtfinále      | 19. března 2010   | 30. – 31. března 2010            | 6. – 7. dubna 2010               |
| Finálová fáze   | Semifinále       | 19. března 2010   | 20. – 21. dubna 2010             | 27. – 28. dubna 2010             |
| Finálová fáze   | Finále           | 19. března 2010   | 22. května 2010 v Madridu        | 22. května 2010 v Madridu        |

## Předkola
V novém systému Ligy mistrů, se hrají dva samostatné kvalifikační turnaje. Kvalifikace mistrů (která začíná od prvního předkola) je pro kluby, které vyhrály domácí ligu a neměly nárok se kvalifikovat do skupinové fáze, zatímco kvalifikace pro týmy, které nejsou mistry (která začíná ve třetím předkole), je pro kluby, které nevyhrály domácí ligu a neměly nárok se kvalifikovat do skupinové fáze.

### 1. předkolo
Los prvního a druhého předkola se uskutečnil 22. června 2009 ve švýcarském Nyonu. Úvodní zápasy se odehrály 30. června a 1. července, odvety 7. a 8. července 2009.
| Domácí v 1. zápase | Celkem           | Hosté v 1. zápase | 1. zápas | 2. zápas   |
| ------------------ | ---------------- | ----------------- | -------- | ---------- |
| Tre Fiori          | 2 - 2 (4:5 pen.) | Sant Julià        | 1 - 1    | 1 - 1 (pp) |
| Hibernians         | 0 - 6            | Mogren            | 0 - 2    | 0 - 4      |

### 2. předkolo
Úvodní zápasy se odehrály 14. a 15. července, odvety 21. a 22. července 2009.
| Domácí v 1. zápase      | Celkem | Hosté v 1. zápase | 1. zápas | 2. zápas |
| ----------------------- | ------ | ----------------- | -------- | -------- |
| KF Tirana               | 1 - 5  | Stabæk            | 1 - 1    | 0 - 4    |
| WIT Georgia             | 1 - 3  | Maribor           | 0 - 0    | 1 - 3    |
| EB/Streymur             | 0 - 5  | APOEL             | 0 - 2    | 0 - 3    |
| FC Kodaň                | 12 - 0 | Mogren            | 6 - 0    | 6 - 0    |
| Debrecen                | 3 - 3  | Kalmar FF         | 2 - 0    | 1 - 3    |
| Makedonija Ďorče Petrov | 0 - 4  | FK BATE           | 0 - 2    | 0 - 2    |
| FH                      | 0 - 6  | FK Aktobe         | 0 - 4    | 0 - 2    |
| FC Pjunik Jerevan       | 0 - 3  | GNK Dinamo Zagreb | 0 - 0    | 0 - 3    |
| Ventspils               | 6 - 1  | F91 Dudelange     | 3 - 0    | 3 - 1    |
| Ekranas                 | 4 - 6  | Baku              | 2 - 2    | 2 - 4    |
| Red Bull Salzburg       | 2 - 1  | Bohemian FC       | 1 - 1    | 1 - 0    |
| Zrinjski Mostar         | 1 - 4  | Slovan Bratislava | 1 - 0    | 0 - 4    |
| Inter Turku             | 0 - 2  | Sheriff Tiraspol  | 0 - 1    | 0 - 1    |
| Rhyl                    | 0 - 12 | Partizan          | 0 - 4    | 0 - 8    |
| Wisla Krakov            | 1 - 2  | Levadia Tallinn   | 1 - 1    | 0 - 1    |
| Levski Sofia            | 9 - 0  | Sant Julià        | 4 - 0    | 5 - 0    |
| Makabi Haifa FC         | 10 - 0 | Glentoran         | 6 - 0    | 4 - 0    |

### 3. předkolo
Los třetího předkola se uskutečnil 17. července 2009 ve švýcarském Nyonu. Úvodní zápasy se odehrály 28. a 29. července, zatímco odvety 4. a 5. srpna. Poražené týmy z jednotlivých dvojic postupovaly do 4. předkola Evropské ligy.

#### Mistrovská část
| Domácí v 1. zápase | Celkem | Hosté v 1. zápase | 1. zápas | 2. zápas |
| ------------------ | ------ | ----------------- | -------- | -------- |
| Red Bull Salzburg  | 3 - 2  | GNK Dinamo Zagreb | 1 - 1    | 2 - 1    |
| Slovan Bratislava  | 0 - 4  | Olympiakos Pireus | 0 - 2    | 0 - 2    |
| FC Zürich          | 5 - 3  | Maribor           | 2 - 3    | 3 - 0    |
| APOEL              | 2 - 1  | Partizan          | 2 - 0    | 0 - 1    |
| Sheriff Tiraspol   | 1 - 1  | Slavia Praha      | 0 - 0    | 1 - 1    |
| FK Aktobe          | 3 - 4  | Makabi Haifa FC   | 0 - 0    | 3 - 4    |
| Baku               | 0 - 2  | Levski Sofia      | 0 - 0    | 0 - 2    |
| Ventspils          | 2 - 2  | FK BATE           | 1 - 0    | 1 - 2    |
| Levadia Tallinn    | 0 - 2  | Debrecen          | 0 - 1    | 0 - 1    |
| FC Kodaň           | 3 - 1  | Stabæk            | 3 - 1    | 0 - 0    |

#### Nemistrovská část
| Domácí v 1. zápase | Celkem | Hosté v 1. zápase | 1. zápas | 2. zápas |
| ------------------ | ------ | ----------------- | -------- | -------- |
| Sparta Praha       | 3 - 4  | Panathinaikos FC  | 3 - 1    | 0 - 3    |
| Šachtar Doněck     | 2 - 2  | FC Temešvár       | 2 - 2    | 0 - 0    |
| Sporting CP        | 1 - 1  | Twente            | 0 - 0    | 1 - 1    |
| Celtic             | 2 - 1  | Dynamo Moskva     | 0 - 1    | 2 - 0    |
| Anderlecht         | 6 - 3  | Sivasspor         | 5 - 0    | 1 - 3    |

### 4. předkolo
Los čtvrtého předkola se uskutečnil 7. srpna 2009 ve švýcarském Nyonu. Úvodní zápasy se odehrály 18. a 19. srpna, odvety 25. a 26. srpna. Poražené týmy z jednotlivých dvojic postupovaly do základních skupin Evropské ligy.

#### Mistrovská část
| Domácí v 1. zápase | Celkem | Hosté v 1. zápase | 1. zápas | 2. zápas |
| ------------------ | ------ | ----------------- | -------- | -------- |
| Sheriff Tiraspol   | 0 - 3  | Olympiakos Pireus | 0 - 2    | 0 - 1    |
| Red Bull Salzburg  | 1 - 5  | Makabi Haifa FC   | 1 - 2    | 0 - 3    |
| Ventspils          | 1 - 5  | FC Zürich         | 0 - 3    | 1 - 2    |
| FC Kodaň           | 2 - 3  | APOEL             | 1 - 0    | 1 - 3    |
| Levski Sofia       | 1 - 4  | Debrecen          | 1 - 2    | 0 - 2    |

#### Nemistrovská část
| Domácí v 1. zápase | Celkem | Hosté v 1. zápase | 1. zápas | 2. zápas |
| ------------------ | ------ | ----------------- | -------- | -------- |
| Celtic             | 1 - 5  | Arsenal           | 0 - 2    | 1 - 3    |
| FC Temešvár        | 0 - 2  | Stuttgart         | 0 - 2    | 0 - 0    |
| Olympique Lyon     | 8 - 2  | Anderlecht        | 5 - 1    | 3 - 1    |
| Sporting CP        | 3 - 3  | Fiorentina        | 2 - 2    | 1 - 1    |
| Panathinaikos FC   | 2 - 5  | Atlético Madrid   | 2 - 3    | 0 - 2    |

## Základní skupiny
Los základních skupin se uskutečnil 27. srpna v Monaku. Celkem 32 týmů byly vylosovány do osmi skupin po čtyřech. Týmy byly rozděleny do čtyř košů, založené na jejich klubovém koeficientu. Kluby ze stejné země nemohou být vylosovány do stejné skupiny.
V každé skupině hrály týmy systémem každý s každým doma a venku. Hrací dny byly 15. a 16. září, 29. a 30. září, 20. a 21. října, 3. a 4. listopadu, 24. a 25. listopadu, a 8. a 9. prosince 2009. Nejlepší dva v každé skupině postoupily do Osmifinále, a třetí umístěný tým se kvalifikoval do Evropské ligy.
| Vysvětlivky k barevným označením tabulek |
| ---------------------------------------- |
| Postup do osmifinále                     |
| Postup do 2. kola Evropské ligy          |

### Skupina A
| Klub              | Z | V | R | P | GV | GO | GR | B  |
| ----------------- | - | - | - | - | -- | -- | -- | -- |
| Bordeaux          | 6 | 5 | 1 | 0 | 9  | 2  | +7 | 16 |
| FC Bayern Mnichov | 6 | 3 | 1 | 2 | 9  | 5  | +4 | 10 |
| Juventus          | 6 | 2 | 2 | 2 | 4  | 7  | −3 | 8  |
| Makabi Haifa FC   | 6 | 0 | 0 | 6 | 0  | 8  | −8 | 0  |

|                   | BAM   | BDX   | JUV   | MHA   |
| ----------------- | ----- | ----- | ----- | ----- |
| FC Bayern Mnichov | –     | 0 - 2 | 0 - 0 | 1 - 0 |
| Bordeaux          | 2 - 1 | –     | 2 - 0 | 1 - 0 |
| Juventus          | 1 - 4 | 1 - 1 | –     | 1 - 0 |
| Makabi Haifa FC   | 0 - 3 | 0 - 1 | 0 - 1 | –     |

### Skupina B
| Klub              | Z | V | R | P | GV | GO | GR | B  |
| ----------------- | - | - | - | - | -- | -- | -- | -- |
| Manchester United | 6 | 4 | 1 | 1 | 10 | 6  | +4 | 13 |
| PFK CSKA Moskva   | 6 | 3 | 1 | 2 | 10 | 10 | 0  | 10 |
| Wolfsburg         | 6 | 2 | 1 | 3 | 9  | 8  | +1 | 7  |
| Beşiktaş          | 6 | 1 | 1 | 4 | 3  | 8  | −5 | 4  |

|                   | BJK   | CSM   | MAN   | WOL   |
| ----------------- | ----- | ----- | ----- | ----- |
| Beşiktaş          | –     | 1 - 2 | 0 - 1 | 0 - 3 |
| PFK CSKA Moskva   | 2 - 1 | –     | 0 - 1 | 2 - 1 |
| Manchester United | 0 - 1 | 3 - 3 | –     | 2 - 1 |
| Wolfsburg         | 0 - 0 | 3 - 1 | 1 - 3 | –     |

### Skupina C
| Klub                | Z | V | R | P | GV | GO | GR | B  |
| ------------------- | - | - | - | - | -- | -- | -- | -- |
| Real Madrid         | 6 | 4 | 1 | 1 | 15 | 7  | +8 | 13 |
| AC Milán            | 6 | 2 | 3 | 1 | 8  | 7  | +1 | 9  |
| Olympique Marseille | 6 | 2 | 1 | 3 | 10 | 10 | 0  | 7  |
| FC Zürich           | 6 | 1 | 1 | 4 | 5  | 14 | -9 | 4  |

|                     | OM    | ACM   | RM    | FCC   |
| ------------------- | ----- | ----- | ----- | ----- |
| Olympique Marseille | –     | 1 - 2 | 1 - 3 | 6 - 1 |
| AC Milán            | 1 - 1 | –     | 1 - 1 | 0 - 1 |
| Real Madrid         | 3 - 0 | 2 - 3 | –     | 1 - 0 |
| FC Zürich           | 0 - 1 | 1 - 1 | 2 - 5 | –     |

### Skupina D
| Klub            | Z | V | R | P | GV | GO | GR | B  |
| --------------- | - | - | - | - | -- | -- | -- | -- |
| Chelsea FC      | 6 | 4 | 2 | 0 | 11 | 4  | +7 | 14 |
| FC Porto        | 6 | 4 | 0 | 2 | 8  | 3  | +5 | 12 |
| Atlético Madrid | 6 | 0 | 3 | 3 | 3  | 12 | -9 | 3  |
| APOEL           | 6 | 0 | 3 | 3 | 4  | 7  | -3 | 3  |

|                 | APO   | ATL   | CHL   | POR   |
| --------------- | ----- | ----- | ----- | ----- |
| APOEL           | –     | 1 - 1 | 0 - 1 | 0 - 1 |
| Atlético Madrid | 0 - 0 | –     | 2 - 2 | 0 - 3 |
| Chelsea FC      | 2 - 2 | 4 - 0 | –     | 1 - 0 |
| FC Porto        | 2 - 1 | 2 - 0 | 0 - 1 | –     |

### Skupina E
| Klub           | Z | V | R | P | GV | GO | GR  | B  |
| -------------- | - | - | - | - | -- | -- | --- | -- |
| Fiorentina     | 6 | 5 | 0 | 1 | 14 | 7  | +7  | 15 |
| Olympique Lyon | 6 | 4 | 1 | 1 | 12 | 3  | +9  | 13 |
| Liverpool      | 6 | 2 | 1 | 3 | 5  | 7  | -2  | 7  |
| Debrecen       | 6 | 0 | 0 | 6 | 5  | 19 | -14 | 0  |

|                | DEB   | FIO   | LIV   | LYO   |
| -------------- | ----- | ----- | ----- | ----- |
| Debrecen       | –     | 3 - 4 | 0 - 1 | 0 - 4 |
| Fiorentina     | 5 - 2 | –     | 2 - 0 | 1 - 0 |
| Liverpool      | 1 - 0 | 1 - 2 | –     | 1 - 2 |
| Olympique Lyon | 4 - 0 | 1 - 0 | 1 - 1 | –     |

### Skupina F
| Klub            | Z | V | R | P | GV | GO | GR | B  |
| --------------- | - | - | - | - | -- | -- | -- | -- |
| Barcelona       | 6 | 3 | 2 | 1 | 7  | 3  | +4 | 11 |
| FC Inter Milán  | 6 | 2 | 3 | 1 | 7  | 6  | +1 | 9  |
| FK Rubin Kazaň  | 6 | 1 | 3 | 2 | 4  | 7  | -3 | 6  |
| FK Dynamo Kyjev | 6 | 1 | 2 | 3 | 7  | 9  | -2 | 5  |

|                 | BAR   | DK    | INT   | RUB   |
| --------------- | ----- | ----- | ----- | ----- |
| Barcelona       | –     | 2 - 0 | 2 - 0 | 1 - 2 |
| FK Dynamo Kyjev | 1 - 2 | –     | 1 - 2 | 3 - 1 |
| FC Inter Milán  | 0 - 0 | 2 - 2 | –     | 2 - 0 |
| FK Rubin Kazaň  | 0 - 0 | 0 - 0 | 1 - 1 | –     |

### Skupina G
| Klub               | Z | V | R | P | GV | GO | GR | B  |
| ------------------ | - | - | - | - | -- | -- | -- | -- |
| Sevilla FC         | 6 | 4 | 1 | 1 | 11 | 4  | +7 | 13 |
| Stuttgart          | 6 | 2 | 3 | 1 | 9  | 7  | +2 | 9  |
| FC Unirea Urziceni | 6 | 2 | 2 | 2 | 8  | 8  | 0  | 8  |
| Rangers FC         | 6 | 0 | 2 | 4 | 4  | 13 | -9 | 2  |

|                    | RAN   | SEV   | STU   | URZ   |
| ------------------ | ----- | ----- | ----- | ----- |
| Rangers FC         | –     | 1 - 4 | 0 - 2 | 1 - 4 |
| Sevilla FC         | 1 - 0 | –     | 1 - 1 | 2 - 0 |
| Stuttgart          | 1 - 1 | 1 - 3 | –     | 3 - 1 |
| FC Unirea Urziceni | 1 - 1 | 1 - 0 | 1 - 1 | –     |

### Skupina H
| Klub              | Z | V | R | P | GV | GO | GR | B  |
| ----------------- | - | - | - | - | -- | -- | -- | -- |
| Arsenal           | 6 | 4 | 1 | 1 | 12 | 5  | +7 | 13 |
| Olympiakos Pireus | 6 | 3 | 1 | 2 | 4  | 5  | -1 | 10 |
| Standard Liège    | 6 | 1 | 2 | 3 | 7  | 9  | -2 | 5  |
| AZ Alkmaar        | 6 | 0 | 4 | 2 | 4  | 8  | -4 | 4  |

|                   | ARS   | AZ    | OLY   | STD   |
| ----------------- | ----- | ----- | ----- | ----- |
| Arsenal           | –     | 4 - 1 | 2 - 0 | 2 - 0 |
| AZ Alkmaar        | 1 - 1 | –     | 0 - 0 | 1 - 1 |
| Olympiakos Pireus | 1 - 0 | 1 - 0 | –     | 2 - 1 |
| Standard Liège    | 2 - 3 | 1 - 1 | 2 - 0 | –     |

## Vyřazovací část
|  | Osm               | Osm               | Osm | Osm |   |                | Čtvrtfinále | Čtvrtfinále | Čtvrtfinále | Čtvrtfinále |  |                | Semifinále | Semifinále | Semifinále | Semifinále |                |   | Finále | Finále |
|  |                   |                   |     |     |   |                |             |             |             |             |  |                |            |            |            |            |                |   |        |        |
|  | Bayern Mnichov    | 2                 | 2   | 4   |   |                |             |             |             |             |  |                |            |            |            |            |                |   |        |        |
|  | Fiorentina        | 1                 | 3   | 4   |   |                |             |             |             |             |  |                |            |            |            |            |                |   |        |        |
|  | Fiorentina        | 1                 | 3   | 4   |   | Bayern Mnichov | 2           | 2           | 4           |             |  |                |            |            |            |            |                |   |        |        |
|  |                   |                   |     |     |   | Bayern Mnichov | 2           | 2           | 4           |             |  |                |            |            |            |            |                |   |        |        |
|  |                   | Manchester United | 1   | 3   | 4 |                |             |             |             |             |  |                |            |            |            |            |                |   |        |        |
|  | AC Milán          | Manchester United | 1   | 3   | 4 | 2              | 0           | 2           |             |             |  |                |            |            |            |            |                |   |        |        |
|  | AC Milán          |                   |     |     |   | 2              | 0           | 2           |             |             |  |                |            |            |            |            |                |   |        |        |
|  | Manchester United | 3                 | 4   | 7   |   |                |             |             |             |             |  |                |            |            |            |            |                |   |        |        |
|  | Manchester United | 3                 | 4   | 7   |   |                |             |             |             |             |  | Bayern Mnichov | 1          | 3          | 4          |            |                |   |        |        |
|  |                   |                   |     |     |   |                |             |             |             |             |  | Bayern Mnichov | 1          | 3          | 4          |            |                |   |        |        |
|  |                   | Olympique Lyon    | 0   | 0   | 0 |                |             |             |             |             |  |                |            |            |            |            |                |   |        |        |
|  | Olympique Lyon    | Olympique Lyon    | 0   | 0   | 0 | 1              | 1           | 2           |             |             |  |                |            |            |            |            |                |   |        |        |
|  | Olympique Lyon    |                   |     |     |   | 1              | 1           | 2           |             |             |  |                |            |            |            |            |                |   |        |        |
|  | Real Madrid       | 0                 | 1   | 1   |   |                |             |             |             |             |  |                |            |            |            |            |                |   |        |        |
|  | Real Madrid       | 0                 | 1   | 1   |   | Olympique Lyon | 3           | 0           | 3           |             |  |                |            |            |            |            |                |   |        |        |
|  |                   |                   |     |     |   | Olympique Lyon | 3           | 0           | 3           |             |  |                |            |            |            |            |                |   |        |        |
|  |                   | Bordeaux          | 1   | 1   | 2 |                |             |             |             |             |  |                |            |            |            |            |                |   |        |        |
|  | Olympiakos Pireus | Bordeaux          | 1   | 1   | 2 | 0              | 1           | 1           |             |             |  |                |            |            |            |            |                |   |        |        |
|  | Olympiakos Pireus |                   |     |     |   | 0              | 1           | 1           |             |             |  |                |            |            |            |            |                |   |        |        |
|  | Bordeaux          | 1                 | 2   | 3   |   |                |             |             |             |             |  |                |            |            |            |            |                |   |        |        |
|  | Bordeaux          | 1                 | 2   | 3   |   |                |             |             |             |             |  |                |            |            |            |            | Bayern Mnichov | 0 |        |        |
|  |                   |                   |     |     |   |                |             |             |             |             |  |                |            |            |            |            |                | 0 |        |        |
|  |                   | FC Inter Milán    | 2   |     |   |                |             |             |             |             |  |                |            |            |            |            |                |   |        |        |
|  | FC Inter Milán    | FC Inter Milán    | 2   | 2   | 1 | 3              |             |             |             |             |  |                |            |            |            |            |                |   |        |        |
|  | FC Inter Milán    |                   |     | 2   | 1 | 3              |             |             |             |             |  |                |            |            |            |            |                |   |        |        |
|  | Chelsea FC        | 1                 | 0   | 1   |   |                |             |             |             |             |  |                |            |            |            |            |                |   |        |        |
|  | Chelsea FC        | 1                 | 0   | 1   |   | FC Inter Milán | 1           | 1           | 2           |             |  |                |            |            |            |            |                |   |        |        |
|  |                   |                   |     |     |   | FC Inter Milán | 1           | 1           | 2           |             |  |                |            |            |            |            |                |   |        |        |
|  |                   | CSKA Moskva       | 0   | 0   | 0 |                |             |             |             |             |  |                |            |            |            |            |                |   |        |        |
|  | CSKA Moskva       | CSKA Moskva       | 0   | 0   | 0 | 1              | 2           | 3           |             |             |  |                |            |            |            |            |                |   |        |        |
|  | CSKA Moskva       |                   |     |     |   | 1              | 2           | 3           |             |             |  |                |            |            |            |            |                |   |        |        |
|  | Sevilla FC        | 1                 | 1   | 2   |   |                |             |             |             |             |  |                |            |            |            |            |                |   |        |        |
|  | Sevilla FC        | 1                 | 1   | 2   |   |                |             |             |             |             |  | FC Inter Milán | 3          | 0          | 3          |            |                |   |        |        |
|  |                   |                   |     |     |   |                |             |             |             |             |  | FC Inter Milán | 3          | 0          | 3          |            |                |   |        |        |
|  |                   | Barcelona         | 1   | 1   | 2 |                |             |             |             |             |  |                |            |            |            |            |                |   |        |        |
|  | FC Porto          | Barcelona         | 1   | 1   | 2 | 2              | 0           | 2           |             |             |  |                |            |            |            |            |                |   |        |        |
|  | FC Porto          |                   |     |     |   | 2              | 0           | 2           |             |             |  |                |            |            |            |            |                |   |        |        |
|  | Arsenal           | 1                 | 5   | 6   |   |                |             |             |             |             |  |                |            |            |            |            |                |   |        |        |
|  | Arsenal           | 1                 | 5   | 6   |   | Arsenal        | 2           | 1           | 3           |             |  |                |            |            |            |            |                |   |        |        |
|  |                   |                   |     |     |   | Arsenal        | 2           | 1           | 3           |             |  |                |            |            |            |            |                |   |        |        |
|  |                   | Barcelona         | 2   | 4   | 6 |                |             |             |             |             |  |                |            |            |            |            |                |   |        |        |
|  | Stuttgart         | Barcelona         | 2   | 4   | 6 | 1              | 0           | 1           |             |             |  |                |            |            |            |            |                |   |        |        |
|  | Stuttgart         |                   |     |     |   | 1              | 0           | 1           |             |             |  |                |            |            |            |            |                |   |        |        |
|  | Barcelona         | 1                 | 4   | 5   |   |                |             |             |             |             |  |                |            |            |            |            |                |   |        |        |

### Osmifinále
Los osmifinále se konal 18. prosince 2009 v sídle UEFA v Nyonu, ve Švýcarsku. V losování byli v prvním koši vítězové osmi skupin, kteří hrají druhý zápas doma, a v druhém koši osm týmů, které se umístily na druhé pozici, s tím omezením, že týmy ze stejné skupiny nebo ze stejné země nemohou být vylosováni. První zápasy se odehrály 16./17. a 23./24. února, zatímco odvety se hrály ve dnech 9./10. a 16./17. března 2010.
| Domácí v 1. zápase | Celkem | Hosté v 1. zápase | 1. zápas | 2. zápas |
| ------------------ | ------ | ----------------- | -------- | -------- |
| Stuttgart          | 1 - 5  | Barcelona         | 1 - 1    | 0 - 4    |
| Olympiakos Pireus  | 1 - 3  | Bordeaux          | 0 - 1    | 1 - 2    |
| FC Inter Milán     | 3 - 1  | Chelsea FC        | 2 - 1    | 1 - 0    |
| FC Bayern Mnichov  | 4 - 4  | Fiorentina        | 2 - 1    | 2 - 3    |
| PFK CSKA Moskva    | 3 - 2  | Sevilla FC        | 1 - 1    | 2 - 1    |
| Olympique Lyon     | 2 - 1  | Real Madrid       | 1 - 0    | 1 - 1    |
| FC Porto           | 2 - 6  | Arsenal           | 2 - 1    | 0 - 5    |
| AC Milán           | 2 - 7  | Manchester United | 2 - 3    | 0 - 4    |

### Čtvrtfinále
První zápasy se odehrály 30. a 31. března, zatímco odvety se hrály 6. a 7. dubna 2010.
| Domácí v 1. zápase | Celkem | Hosté v 1. zápase | 1. zápas | 2. zápas |
| ------------------ | ------ | ----------------- | -------- | -------- |
| Olympique Lyon     | 3 - 2  | Bordeaux          | 3 - 1    | 0 - 1    |
| FC Bayern Mnichov  | 4 - 4  | Manchester United | 2 - 1    | 2 - 3    |
| Arsenal            | 3 - 6  | Barcelona         | 2 - 2    | 1 - 4    |
| FC Inter Milán     | 2 - 0  | PFK CSKA Moskva   | 1 - 0    | 1 - 0    |

### Semifinále
První zápasy se odehrály 20. a 21. dubna, zatímco odvety se hrály 27. a 28. dubna 2010.
| Domácí v 1. zápase | Celkem | Hosté v 1. zápase | 1. zápas | 2. zápas |
| ------------------ | ------ | ----------------- | -------- | -------- |
| FC Bayern Mnichov  | 4 - 0  | Olympique Lyon    | 1 - 0    | 3 - 0    |
| FC Inter Milán     | 3 - 2  | Barcelona         | 3 - 1    | 0 - 1    |

### Finále
Finále tohoto ročníku se odehrálo na stadioně Estadio Santiago Bernabéu v Madridu, ve Španělsku, dne 22. května 2010 mezi německým týmem FC Bayern Mnichov a italským klubem FC Inter Milán. Estadio Santiago Bernabéu, stadion Real Madrid, hostil tři předchozí finále PMEZ, předchůdce Ligy mistrů. V letech 1956/57, 1968/69 a 1979/80.
Poprvé se finále Ligy mistrů UEFA odehrálo v sobotu v noci. Hlavním rozhodčím, pro tento zápas, byl zvolen anglický sudí Howard Webb. Oba kluby, hrající finále, vyhrály svoji ligu a ligový pohár, což znamená, že vítěz se stal teprve šestým klubem v Evropě, který dosáhl třech cenných pohárů. Bylo to také podruhé za sebou, jelikož minulý rok se to podařilo také Barceloně.
| 22. května 2010 20:45 SEČ |        |                       |                                                                        |
| FC Bayern Mnichov         | 0 - 2  | FC Inter Milán        | Estadio Santiago Bernabéu, Madrid diváci: 80 100 rozhodčí: Howard Webb |
|                           | Report | Diego Milito 35', 70' | Estadio Santiago Bernabéu, Madrid diváci: 80 100 rozhodčí: Howard Webb |

## Statistiky

### Nejlepší střelci
Nejlepší střelci Ligy mistrů UEFA 2009/10 (počítáno od skupinové fáze) jsou následující:
| Pořadí | Hráč              | Klub              | Góly | Zápasy | Odehraných minut |
| ------ | ----------------- | ----------------- | ---- | ------ | ---------------- |
| 1      | Lionel Messi      | Barcelona         | 8    | 11     | 1033'40"         |
| 2      | Cristiano Ronaldo | Real Madrid       | 7    | 6      | 477'54"          |
| 2      | Ivica Olić        | FC Bayern Mnichov | 7    | 10     | 721'45"          |
| 4      | Diego Milito      | FC Inter Milán    | 6    | 11     | 966'59"          |
| 5      | Nicklas Bendtner  | Arsenal           | 5    | 5      | 461'19"          |
| 5      | Wayne Rooney      | Manchester United | 5    | 7      | 508'45"          |
| 5      | Marván Šamach     | Bordeaux          | 5    | 9      | 852'52"          |

- Zdroj: Nejlepší střelci (aktualizované 22. května 2010)

## Vítěz
| Liga mistrů UEFA 2009/10 FC Inter Milán (3. titul) Júlio César, Maicon, Lúcio, Wálter Samuel, Cristian Chivu, Dejan Stanković, Javier Zanetti , Esteban Cambiasso, Wesley Sneijder, Samuel Eto'o, Goran Pandev, Sulley Muntari, Diego Milito, Marco Materazzi, Francesco Toldo, Iván Córdoba, McDonald Mariga, Mario Balotelli Trenér: José Mourinho |